# École en bateau
L’École en bateau - et par la suite les Expéditions Jules Verne - est une association créée en 1969 par Léonide Kameneff, psychologue pour enfant de formation. L'association cesse ses activités en 2002 à la suite de plusieurs plaintes pour viols et agressions sexuelles. En 2013, Léonide Kameneff est condamné à 12 ans de réclusion criminelle pour viols et agressions sexuelles sur mineur de quinze ans. Deux encadrants de l'association sont aussi condamnés pour des faits similaires. 
Le but de l’association était d’emmener des enfants en voyage pour leur donner une éducation alternative à l’école traditionnelle. Cette éducation se voulait basée sur le savoir-faire par la pratique et non sur l’acquisition de savoirs théoriques avec pour objectif principal de responsabiliser l'enfant et d’abolir toute barrière entre celui-ci et l'adulte. M. Kameneff l’énonçait ainsi : «Nous expérimentons une forme d’existence où l’enfant n’est pas considéré comme un être à part et mineur. Il a les mêmes droits que l’adulte : droit de ne pas “aller à l’école”, droit de “travailler” […] Il a aussi les mêmes obligations». Un groupe d'une dizaine de jeunes âgés de 9 à 16 ans quittent leur famille pour voyager au loin avec plusieurs accompagnateurs adultes. 

## Histoire

### Les premières années - Genèse et expérimentation 1969-1980
En 1969, Kameneff embarque les premiers enfants sur son voilier : le Paladin, un cotre d’une dizaine de mètres. C’est la naissance de l’École en bateau. À son bord, l’un des élèves est Bernard Poggi, qui deviendra par la suite le second de Kameneff.
S’ensuit une décennie d’expérimentation dont le fil conducteur est l’itinérance avec des groupes d'enfants ayant entre 9 et 16 ans. Pour la plupart, les voyages durent environ un an. Il se font, outre sur le Paladin, sur un autre voilier de même taille, le Bilbo, ainsi qu’à terre en roulotte. Tous les voyages se déroulent durant cette période sur le pourtour méditerranéen, essentiellement la Grèce et la Tunisie.
Si les cours par correspondance sont maintenus pendant la première année, ils sont ensuite abandonnés au profit d’une éducation sans aucune attache avec le système scolaire et basée exclusivement sur la vie quotidienne des voyages.

### L'acquisition du Karrek-Ven 1980-1988
En 1980, l’École en bateau acquiert le voilier Karrek-Ven, un ancien thonier breton de 20 mètres. Pendant quelque temps, le Bilbo, le Paladin et le Karrek-Ven participent tous trois aux voyages, indépendamment ou ensemble.
C’est à ce moment-là que Bernard Poggi devient second de Kameneff et dirigera avec lui jusqu’à la fin les voyages de l’École en bateau.
Puis le Karrek-Ven s’impose comme navire principal, le Bilbo quitte l’École en bateau pour fonder une autre association similaire : La Baleine blanche. En même temps, l’organisation se recentre autour d’un seul voyage à la fois; finis donc les groupes parallèles et indépendants. 
La taille du Karrek-Ven permet des voyages plus lointains et les horizons s’élargissent au-delà de la Méditerranée à la mer Noire et la mer Rouge,.

### Les Expéditions Jules Verne 1988-2002
En 1988, un voyage de plus grande envergure est mis sur pied : traverser l’océan Atlantique. Le Paladin, jugé trop petit pour ce voyage, quitte l’École en bateau et le Karrek-Ven reste à partir de ce moment-là le seul et unique lieu de voyage de l’association. 
C’est aussi cette année-là que l’École en bateau crée une seconde association, de droit anglais, nommée Les expéditions Jules Verne. C’est cette nouvelle association qui gère le voilier et les voyages, tandis que l’association École en bateau fait l’interface avec les parents des enfants ainsi que la promotion des voyages.
Par la suite, et jusqu’à la fin de cette école alternative, les voyages sont nommés expéditions, et le nom Les Expéditions Jules Verne côtoie celui d'École en bateau,,. 
La traversée de l’Atlantique effectuée, le navire reste dans les Caraïbes avec quelques sorties plus lointaines sur la côte est des États-Unis et sur l’Orénoque,. 
En 2002, à la suite de plusieurs plaintes pour viols et agressions sexuelles déposées contre MM. Kameneff et Poggi, l’École en bateau ferme ses portes après 33 ans d'existence. Environ 400 enfants y ont séjourné.

## Promotion médiatique
L’École en bateau a été particulièrement active dans les médias de la fin des années 1970 au début des années 1990 pour se faire connaître, raconter ses voyages et assurer sa promotion auprès des enfants et de leurs parents. L’association acquiert à cette époque une notoriété rassurante grâce à ses livres, largement diffusés, et à ses films passant sur les chaînes nationales comme Antenne 2 (émission Récré A2) ou FR3 (émission Thalassa en 1976 et 1981). Son fondateur, Léonide Kameneff, est l'invité de Claude Villers sur France Inter en 1979. L'association bénéficie d'articles dans des revues spécialisées, Autrement en 1978 et Diapason en 1987.  
Entre 1977 et 1997 environ, l’association a publié de façon irrégulière une revue, Le Petit voyageur, sorte d'organe de liaison dans laquelle les aspirants au voyage et leurs proches pouvaient découvrir des reportages illustrés relatant les aventures en cours.

## Scandale de pédocriminalité

### Procédure judiciaire
Une première plainte est déposée en 1994. Instruite à Fort-de-France en Martinique, elle sera rapidement classée sans suite pour vice de procédure. En 1999, une nouvelle plainte est déposée : elle ira sommeiller avec la précédente en Martinique. En 2002, deux nouvelles plaintes sont déposées, cette fois-ci à la Brigade de protection des mineurs de Paris, laquelle diligente alors une enquête très approfondie: il en ressort 29 plaintes d’abus sexuels commis par 14 adultes distincts. Mais la procédure s’enlise, le juge d’instruction de Fort-de-France laisse dormir le dossier, ce qui amènera la Cour de cassation à dessaisir le juge et à dépayser le dossier à Paris en 2006. En 2008, Kameneff est extradé du Venezuela et mis en détention provisoire. Début 2012, l'État est condamné pour déni de justice du fait de l'extrême lenteur de la procédure. Plus tard la même année, la Cour de cassation confirme le renvoi devant la cour d'assises, levant ainsi le dernier obstacle à la tenue d'un procès. 
L’enquête de la Brigade de protection des mineurs de Paris a entendu 137 personnes dont 74 anciens participants de l’École en bateau. Sur ces 74, 29 ont porté plainte pour viol ou agression sexuelle pour des faits s’étalant des années 70 aux années 90 et mettant en cause 14 adultes distincts. Du fait de la prescription, 20 plaintes sur les 29 n’ont pu être menées devant la justice et seuls 3 des 14 adultes incriminés ont pu être renvoyés devant la justice. Parmi les 14 adultes incriminés, outre les encadrants de l’École en Bateau, il y a aussi des personnes extérieures à l’association, en visite lors des voyages,.
Le Major Capron, qui a diligenté l’enquête, indique à la Cour d’assises que l’École en bateau était devenu un cercle d’attraction pédophile. Il précise : « J’ai tiré un fil, je n’ai jamais mis en évidence de réseau organisé de manière pyramidale », mais « un cercle enfermant des enfants coupés de tout point de repère et entourés d’adultes attirés par les rapports pédophiles ». 
L'affaire a été révélée par Michel Deléan dans le JDD du 15 janvier 2006. 

### Procès
Le procès se tient 19 ans après le dépôt de la première plainte.
Le 22 mars 2013, à l’issue de trois semaines d’audiences, d’un procès médiatisé, à la cour d’assises de Paris, Léonide Kameneff est condamné à 12 ans de réclusion criminelle pour viols et agressions sexuelles sur mineur de moins de 15 ans. Pour des faits similaires, Bernard Poggi est condamné à 6 ans de prison et Jean-Francois Tisseyre à 5 ans de prison avec sursis,.  
Le verdict dénonce entre autres des crimes commis sur de « très jeunes » enfants « pendant plus de vingt ans », un « conditionnement quasi sectaire à l’égard d’enfants particulièrement vulnérables » car coupés de tout lien extérieur, une « emprise psychologique pour assouvir des pulsions sexuelles ». La Cour d’assise a par ailleurs rejeté l’idée selon laquelle ces crimes et agressions auraient été le fruit d’une époque (l'époque post mai 68),. Sur ce dernier point, le procès a mis en lumière le fait que Léonide Kameneff avait déjà commis des agressions sexuelles sur de jeunes enfants dès 1965,.
Au fil des ans, l’École en bateau essaime et certains des adultes pédophiles gravitant autour de l’association fondent leur propre structure. C'est le cas de l'association La Baleine blanche crée en 1983  avec le voilier Bilbo et qui a un fonctionnement proche de celui de l'École en Bateau: procès et condamation 2010. De l'association l’Arbre voyageur qui collaborait avec l'École en bateau au début des années 1980: procès et condamation, de son fondateur, aux assises, en 2014,.

## Les Expéditions Jules Verne - Aujourd'hui
- Si vous ne connaissez pas le sujet, laissez ce bandeau (vous pouvez alors contacter les auteurs).
- Si vous supprimez le contenu mis en cause (vous pouvez préalablement contacter les auteurs),

argumentez précisément cette suppression dans la page de discussion
(un manque de référence n'est pas un argument ; une recherche réelle de référence doit avoir été effectuée, être formellement documentée).
Depuis le procès, le nom « Expéditions Jules Verne » est parfois utilisé comme synonyme présentable et respectable d'« École en bateau », lorsque le but est de présenter cette école alternative sous un jour favorable,,,.
En effet, la médiatisation du procès aux assises en 2013 a définitivement balayé l’image d’aventure émancipatrice de cette association. Dès lors, il n’est plus guère possible de mentionner l’École en bateau et en même temps d’occulter la terrible réalité qui y régnait. À l’opposé, l’utilisation de « Expédition Jules Verne » par l’École en bateau pour nommer ses voyages est peu connue du grand public.

### Radio
- L’école en bateau - l’enfance volée : Affaires sensibles, France inter, 2016. Cette émission de 56 minutes retrace toute l’histoire de l’École en bateau et de l’affaire judiciaire, donnant abondamment la parole à Kameneff et à des victimes. Un débat est organisé en fin d’émission avec une victime, partie civile au procès, et l’avocat des parties civiles[32].
- L’intégrale : l’école en bateau, la face cachée : L’heure du crime, RTL, 2013. 37 minutes d'interview et débat avec une victime, partie civile au procès, et l’avocat des parties civiles. Retour sur la face cachée, le dessous des cartes de l’École en bateau[33]

### Filmographie
- [vidéo][Production de télévision] « L’École en bateau », Jacques Trefouel (réalisateur),  Marianne Gosset et Martine Lefevre (productrice), Leonid Kameneff (participant), dans Bande à part sur Antenne 2, 1976, 25 min (consulté le 7 janvier 2024)

- Poudre d'escampette, 1981, réalisé par Bernard Poggi sur une idée originale de Léonide Kameneff. Film documentaire long métrage décrivant la vie à l'école en bateau. Distribué en salles et utilisé par la suite comme matériel promotionnel[24].
- Le carnet de bord de L’École en bateau, 1986, réalisé par Bernard Poggi sur une idée originale de Léonide Kameneff. Série d'épisodes de 6 minutes pour la télévision. Diffusé en 1986 sur Antenne 2 dans l'émission Récré A2[5]. Relate le voyage de 1984.
- Des enfants à la mer, 1987, réalisé par Bernard Poggi sur une idée originale de Léonide Kameneff. Série d'épisodes de 6 minutes pour la télévision. Diffusé en 1987 sur Antenne 2 dans l'émission Récré A2. Relate le voyage de 1985 en Mer Rouge. Série racontée par Georges de Caunes[6].
- Phares d'Ouest, 1991, réalisé par Bernard Poggi sur une idée originale de Léonide Kameneff[7]. Série d'épisodes de 13 minutes pour la télévision. Diffusé en 1991 sur Canal J, repris ensuite par des chaines étrangères dont la TSR, et en anglais sous le titre Western Lights.
- Le mystère du serpent à plumes, 2001, réalisé par Bernard Poggi sur une idée originale de Léonide Kameneff[12]. Série d'épisodes relatant le voyage sur l'Orénoque.
- École en bateau, l'enfance sabordée : un film documentaire réalisé par Laurent Esnault et Réjane Varrod, 2014[41]. Prix spécial du jury au festival FIGRA 2015[42]. Ce documentaire de 52 minutes a la particularité d'être réalisé par un ancien pensionnaire de l'École en bateau et de donner la parole à des parties civiles du procès. Il s'attache entre autres à comprendre l'omerta qui régna si longtemps sur les victimes ainsi que les ravages causés sur celles-ci par les actes pédophiles[43].
- Le naufrage de l'École en bateau : Les faits Karl Zéro, épisode 102, 2013. Ce reportage de 50 minutes donne la parole à Kameneff, à des victimes, aux avocats et d'autres acteurs de l'affaire pour tenter d'en comprendre les tenants et aboutissants[18].